# Solomogryllacris
Solomogryllacris is een geslacht van rechtvleugeligen uit de familie Gryllacrididae. De wetenschappelijke naam van dit geslacht is voor het eerst geldig gepubliceerd in 1953 door Willemse.

## Soorten
Het geslacht Solomogryllacris  is monotypisch en omvat slechts de volgende soort:
- Solomogryllacris simplex (Willemse, 1953)